# Slaget ved Lugdunum
Slaget ved Lugdunum, også kaldet slaget ved Lyon, blev udkæmpet den 19. februar 197 i Lugdunum (moderne Lyon i Frankrig), mellem hærene for den romerske kejser Septimius Severus og den romerske tronraner Clodius Albinus. Severus' sejr etablerede ham endelig som den eneste kejser af Romerriget.
Denne kamp siges at være den største, mest hårdkæmpede og blodigste af alle sammenstød mellem romerske styrker. Historikeren Cassius Dio placerer antallet af involverede som 300.000 eller 150.000 på hver side af slaget. Dette tal er blevet omtvistet, da dette svarer til cirka tre fjerdedele af det samlede antal soldater, der var i det romerske imperium på daværende tidspunkt. Imidlertid er det bredt accepteret, at det samlede antal involverede soldater og støttepersonale oversteg 100.000 og godt kunne have været tæt på halvdelen af de 300.000, som Dio giver.

## Baggrund
Efter mordet på kejseren Pertinax i år 193 begyndte en kamp om tronfølgen, det kaldet året med de fem kejsere. Den nye selvudnævnte kejser i Rom, Didius Julianus, måtte stå over for kommandanten for de pannoniske legioner, Septimius Severus. Før Severus drog videre til Rom, indgik Severus en alliance med den magtfulde chef for legionerne i Britannia, Clodius Albinus, og anerkendte ham som Cæsar. Efter at have elimineret Didius i 193 og der efter besejre guvernøren i Syrien, Pescennius Niger i 194, lancerede Severus en vellykket kampagne i Østen i 195. Severus forsøgte derefter at legitimere sin magt, forbinde sig med Marcus Aurelius og opdrage sin egen søn til Cæsarens rang. Denne sidste akt brød Severus' alliance med Albinus, der blev erklæret for en offentlig fjende af Det romerske Senat.

## Opstand og indledende træk
I 196, efter at han blev hyldet som kejser af sine tropper, tog Clodius Albinus 40.000 mand i tre legioner fra Britannia til Gallien. Efter at have samlet flere kræfter oprettede han hovedkvarter i Lugdunum. Han fik der tilslutning af Lucius Novius Rufus, guvernøren i Hispania Tarraconensis og af Legio VII Gemina under hans kommando. Men Severus havde de magtfulde danubiske og tyske legioner på sin side. For at forsøge at minimere denne fordel og muligvis vinde deres støtte, slog Albinus først til mod de tyske styrker under Virius Lupus. Han besejrede dem, men ikke beslutsomt nok til at anfægte deres troskab mod Severus. Albinus overvejede derefter at invadere Italien, men Severus havde forberedt sig på dette ved at forstærke garnisonerne i de alpine passager. For ikke at risikere tab eller forsinkelsen, som en omgåelse alpepassene ville medføre blev Albinus.
Vinteren 196–197 samlede Severus sine styrker langs Donau og marcherede ind i Gallien, hvor han til stor overraskelse fandt ud af, at Albinus' styrker var omtrent samme styrke som hans egen. De to hære mødtes først ved Tinurtium (Tournus), hvor Severus opnåede en overhånd men ikke var i stand til at opnå den afgørende sejr, han havde brug for.

## Kampen
Albinus' hær trak sig tilbage til Lugdunum; Severus fulgte efter, og den 19. februar 197 begyndte den massive og i sidste ende afgørende kamp endeligt. De nøjagtige detaljer er lige så vage som de nøjagtige antal involverede. Vi ved dog, at begge sider var nogenlunde ensartede, og det var derfor en blodig og langvarig affære, der varede over to dage (det var sjældent, at kampene i denne tid varede længere end et par timer). Fremgangen skiftede mange gange i løbet af slaget, med udfaldet værende yderst usikkert. Det ser ud til, at Severus havde fordelen med sit kavaleri, som vendte slaget en sidste gang til hans fordel. Albinus' hær var udmattet og blev knust.

## Efterspil
Den nøjagtige årsag til Albinus 'død er uklar. Han flygtede ind i Lugdunum, hvor han enten i den romerske tradition "løb mod sit sværd" efter at have fundet alle flugtveje afskåret, eller han blev myrdet af en snigmorder. Severus fik Albinus' krop afklædt og halshugget. Han red over det hovedløse lig med sin hest foran sine sejrrige tropper. Hovedet sendte han tilbage til Rom som en advarsel sammen med hovederne af Albinus' familie. I Lugdunum selv ombyggede Septimius den kejserlige kulthelligdom for at fejre hans dominans og ydmyge Albinus' provinsstøtter.
På et tidspunkt efter dette slag blev den forenede romerske provins Britannia opdelt i to dele, på latin kaldet Britannia Superior og Britania Inferior. De romerske styrker i Britannia blev også stærkt svækkede, hvilket ville føre til indfald, oprør og en tilbagetrækning af romerske hærstyrker fra Antoninusmuren sydpå til Hadrians mur. Det var, mens han selv kæmpede mod et af disse oprør, at Severus selv døde nær Eboracum den 4. februar 211, kun nogle uger inden 14-årsdagen for hans sejr i Lugdunum.